# Operação Backfire

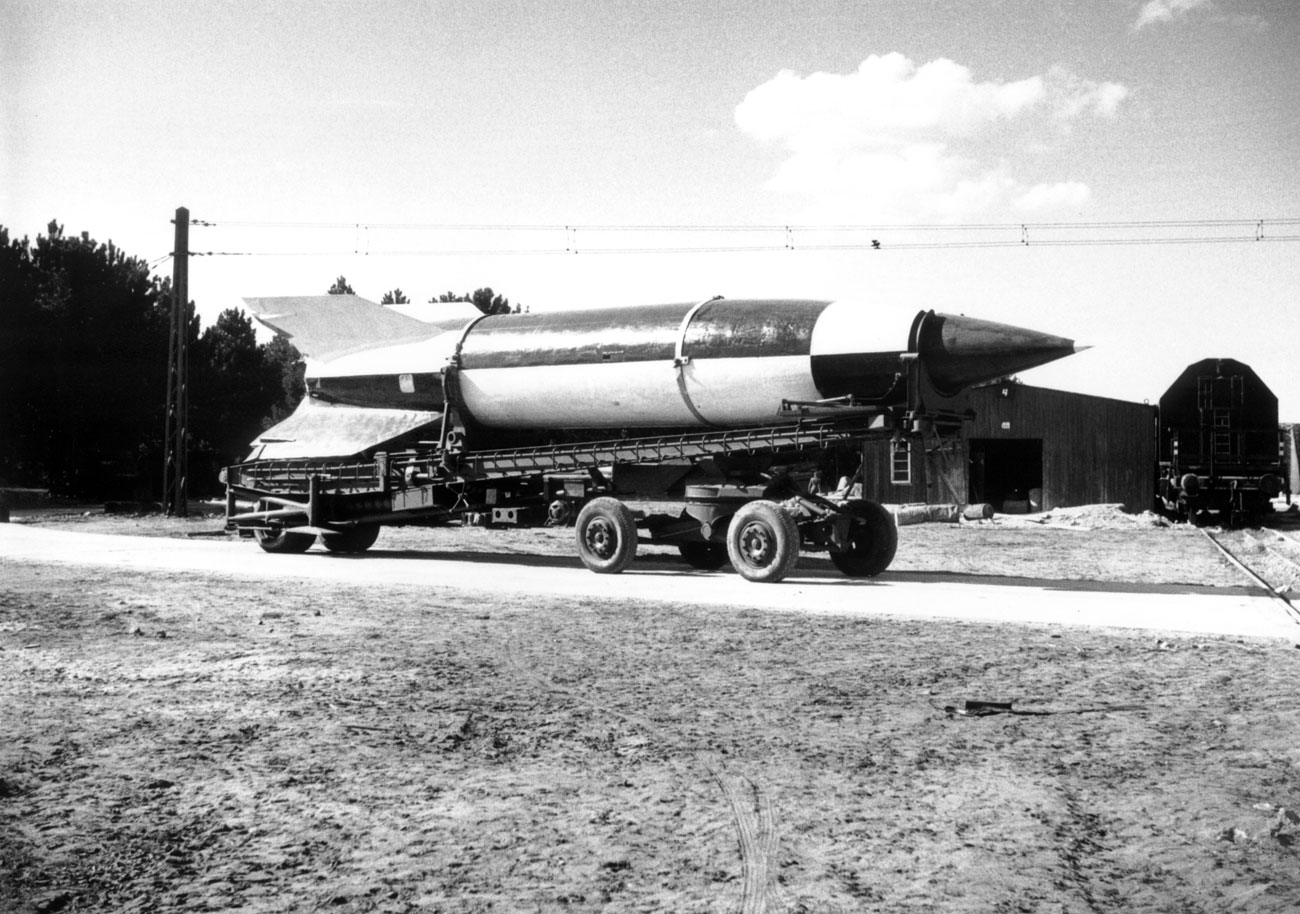
Um foguete V-2 alemão da Operação Backfire sendo transportado perto de Cuxhaven, 1945.

A Operação Backfire, foi uma operação científico/militar ocorrida durante a após a Segunda Guerra Mundial especificamente sobre o foguete V-2. Ela foi executada principalmente por pessoal britânico, como parte do esforço aliado para absorver conhecimento da tecnologia alemã. Com o consentimento do General Dwight D. Eisenhower, a operação foi orquestrada pela comandante do Auxiliary Territorial Service (ATS), Joan Bernard.

## Execução
Como resultado desta operação, oficialmente foram realizados três lançamentos do foguete V-2 em Outubro de 1945 a partir de uma plataforma localizada a Nordeste de Arensch (53° 50′ 50″ N, 8° 35′ 32″ L), próximo à Cuxhaven na Alemanha, com o objetivo de demonstrar a arma para representantes dos países aiados.
Os Norte americanos já haviam obtido boa parte da tecnologia dos foguetes V-2 na fábrica Mittelwerk, e deram chance aos britânicos de recuperar parte desse material, em quantidade suficiente para construir oito foguetes V-2. Muitas partes dos foguetes e o peróxido de hidrogênio usados na operação foram fornecidos pela T-Force, uma unidade secreta que de Março a Agosto de 1945, procuravam por tecnologia militar e cientistas alemães.
Os aspectos técnicos da operação foram detalhados num relatório de cinco volumes.

## Lançamentos
| Data                  | Hora  | Altitude | Alcance  | Comentários                                                        |
| --------------------- | ----- | -------- | -------- | ------------------------------------------------------------------ |
| 02 de outubro de 1945 | 14:41 | 69,4 km  | 249,4 km |                                                                    |
| 04 de outubro de 1945 | 14:16 | 17,4 km  | 24 km    | Falha do motor logo após a decolagem.                              |
| 15 de outubro de 1945 | 15:06 | 64 km    | 233 km   | A data de lançamento pode ter sido no dia anterior, 14 de Outubro. |

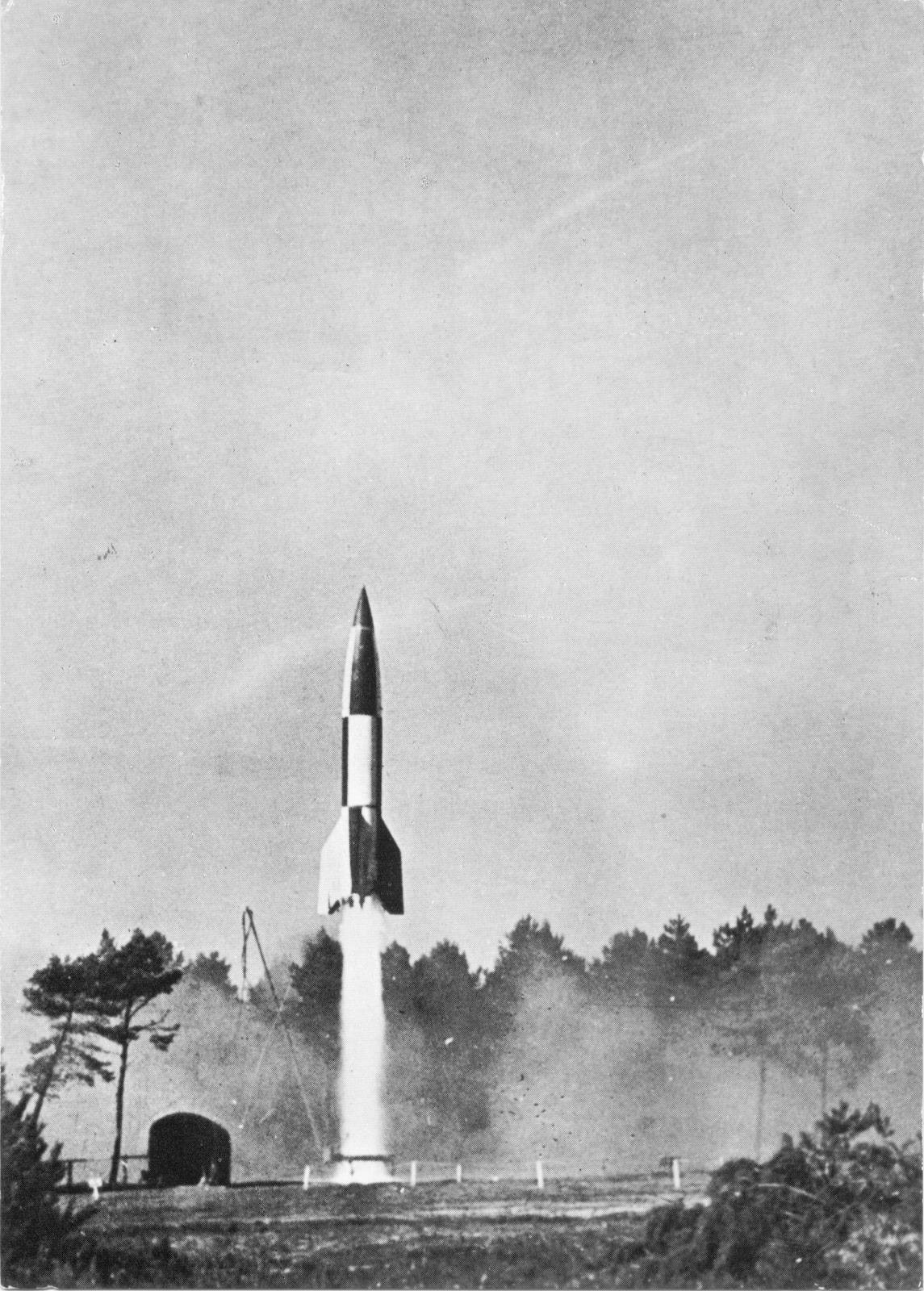
Um V-2 alemão lançado pelos inglêses durante a Operação Backfire, 1945.

De acordo com o relatório oficial da operação, ocorreram três lançamentos a partir de Cuxhaven:
- O foguete "Backfire 1" foi preparado para lançamento em 1 de Outubro, mas não funcionou.
- O foguete "Backfire 2" foi preparado para lançamento no dia seguinte e lançado sem problemas.
- O segundo lançamento de Cuxhaven ocorreu em 4 de Outubro com o foguete "Backfire 1", que não funcionou perfeitamente diminuindo o alcance do voo.
- Um terceiro, e em princípio último lançamento da operação, com o foguete "Backfire 3", ocorreu para representantes da imprensa e outros aliados em 15 de Outubro, com o codinome de Operação Clitterhouse.

Já de acordo com o site rocketservices.co.uk, houve um quarto lançamento em 17 de outubro de 1945 que atingiu 80 km de altitude.

## Imagens
- Cuxhaven
- Mapa detalhado do centro de lançamento
- Galpão de integração
- Vista externa do galpão
- Vista interna do galpão
- Registro das duas primeiras tentativas (a primeira foi abortada)
- Registro do 2o e 3o lançamentos
- Capa do primeiro volume do relatório oficial
- Responsáveis alemães pela Operation Backfire
- Outras imagens relacionadas